# Чайкино (Гурьевский городской округ)
Чайкино — посёлок в Гурьевском городском округе Калининградской области. До 2014 года входило в состав Храбровского сельского поселения.

## История
Поселение Ринау было основано в 1258 году.
В 1946 году Ринау был переименован в поселок Чайкино.

## Население
| 2002 | 2010 |
| ---- | ---- |
| 47   | ↗53  |

В 1910 году в Ринау проживал 361 человек.